# チェルニゴフカ (沿海地方)
チェルニゴフカ（ロシア語: Черниговка, ラテン文字転写: Chernigovka）はロシア連邦東部の沿海地方にあり、チェルニゴフカ地区の中心に位置する村。人口は13,046人（2010年全ロシア国勢調査）。